# 佐峰存
佐峰 存（さみね ぞん）とは、日本の詩人。
『現代詩手帖』『ユリイカ』『歴程』など、多くの媒体にて執筆している。

## 経歴
日本生まれ、アメリカ・ニューヨーク州育ち。

## 受賞リスト
- 2016年、『対岸へと』で、第21回中原中也賞候補、第66回H氏賞候補。
- 2023年、「翻訳」で、第1回西脇順三郎賞新人賞奨励賞を受賞。
- 2024年、『雲の名前』で第29回中原中也賞候補。同書で第35回歴程新鋭賞を受賞。

## 作品リスト
- 『対岸へと』思潮社、2015年10月
- 『雲の名前』思潮社、2023年10月